# 제이문
제이문(1995년 1월 9일 ~)은 대한민국의 가수다. 2012년 EP 앨범 [Fly Me To The Moon]으로 데뷔했다.

## 학력
- 호원대학교 실용음악학부

## 방송
- 쇼미더머니6 (2017) - Top29